# ماكوجناغا
ماكوجناغا هي وكومونا(بلدية) على ارتفاع 1,327 متر (4,354 قدم) ، في مقاطعة فيربانو-كوزيو-أوسولا ، شمال إقليمبييمونتي بإيطاليا .

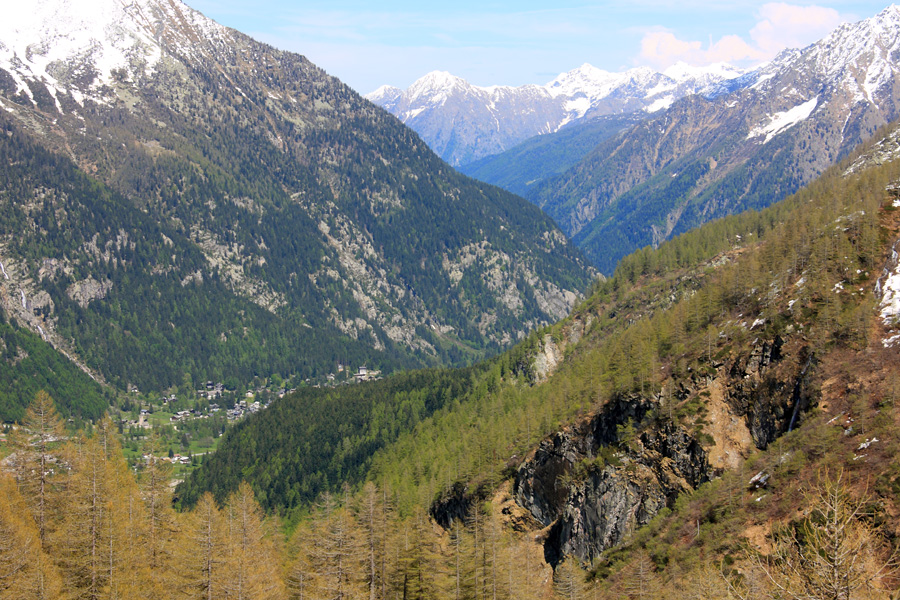
وادي أنزاسكا

وتقع عند سفح جبل مونتي روزا ( 4,638 متر (15,217 قدم) ) ، وهو ثاني أطول جبل في أوروبا الغربية ، ويقع على طول وادي أنزاسكا ، أحد الوديان السبعة حول الجبل.
وتشمل المعالم السياحية في المدينة كييزا فيكا (الكنيسة القديمة) ونبات الزيزفون أيضًا من القرن الثالث عشر ، وكييزا نوفا (الكنيسة الجديدة) التي بنيت في عام 1707 ، كاسا بالا من القرن السابع عشر. وتضم المدينة أيضًا متحفًا لتسلق الجبال ، بينما يوجد في قرية بوركا متحف والسر المخصص للسكان الألمان المحليين الذين استعمروا الوادي خلال العصور الوسطى قادمين من كانتون فاليه السويسري.

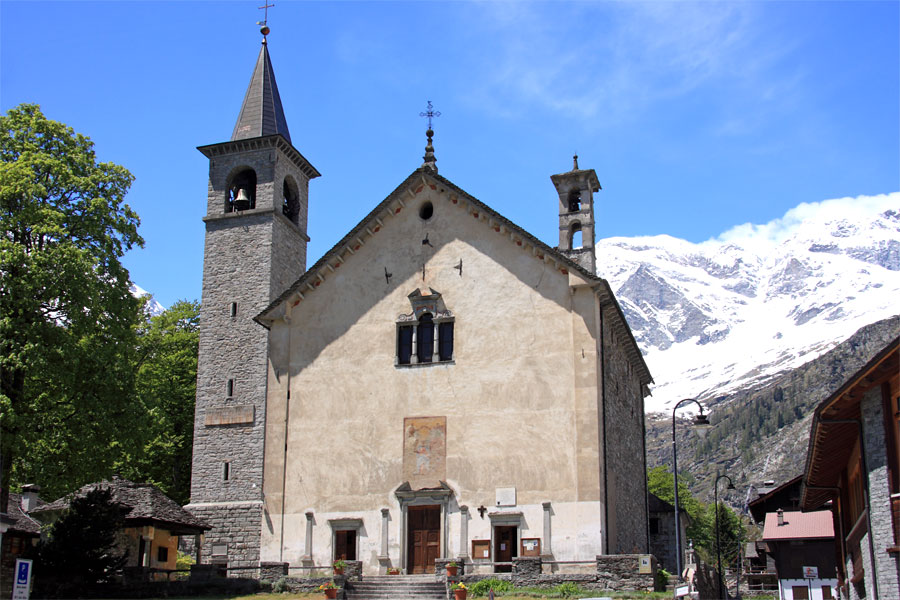
كنيسة الرعية.

وتوفر المنطقة العديد من الفرص للتزلج في الشتاء (فينقل التلفريك المتزلجين من الساحة المركزية بالبلدة إلى 3000 م (9800 قدم) من ممر مونتي مورو على الحدود مع سويسرا) ، والمشي لمسافات طويلة وتسلق الجبال في الصيف. ويوجد مسبح ومركز تنس وملعب لكرة القدم للأنشطة الرياضية.
وتشتهر أيضاً القرية أيضًا بمنجمها ( جويا ).

## الجغرافية
وتتميز المنطقة بالعديد من الأنهار ومنها: هورلوفونو ، بيدريولا ، تامباخ ، تيستا / تيشتباخ ، كواراتزا / كراتز وفال روسا ، وجميعها تنبع من أنزا / فيسبو. وينبع هذا الأخير من الاتحاد بين نهر بلفيدير الجليدي. وهنالك الكثير من البحيرات الصغيرة حول القرية ، فضً عن السد المشهور باسم لاجو ديلي فاتي (وبالعربية: بحيرة الجنيات).

## المدن التوأم
- إدمونتون ، ألبرتا ، كندا وبريديل ، رومانيا .